# Бс-2-69
Бс-2-69 (позната още като 2-69 „Земляне“ или Бс-VIII-НипроИТИС-69) е номенклатура от елементи за едропанелни жилищни сгради до 8 етажа за сеизмични райони, разработена през 1969 г. от НипроИТИС за Домостроителен комбинат № 2 в София. Тя представлява модификация на Бс-2-64.

## Характерни особености на сградите
Външният вид на сградите по номенклатура Бс-2-69 не се различава съществено от този на сградите по Бс-2-64 с висок покрив. Надлъжните междуосия са 2 бр. – 3,2 и 3,6 м, напречните – 2 х 5,76 м. Стълбищната клетка е издадена напред. Асансьорът спира на площадките между етажите. Покривът е плосък. Подпокривното пространство е високо. Отводняването на покрива е вътрешно, както и при сградите от предходната серия. Фасадните и калканните панели са с мозаично покритие. Асансьорът е сравнително малък и побира до 4 лица.

.
Информация за състоянието и разпространението на едропанелните сгради в гр. София Архив на оригинала от 2016-07-05 в Wayback Machine.
Национална програма за обновяване на жилищни сгради в Република България
- Едропанелна жилищна сграда по номенклатура Бс-2-69 – фасада север/запад
- Едропанелна жилищна сграда по номенклатура Бс-2-69 – фасада юг/изток